# Teslár Ákos
Teslár Ákos (Budapest, 1980. február 24. –) magyar író.

## Életrajz
Húszéves kora óta publikál szépirodalmi írásokat és kritikákat, esszéket. Két regénye jelent meg: Ezeket kidobtam (2003, Ab Ovo Kiadó) és Nehéz kutya (2009, Ulpius Ház). A Túl a Maszat-hegyen színházi változatának társszerzője (2010). Írásmódjának jellegzetessége a közérthetőségre törekvő, intellektuális, abszurd humor.
2005-ben szerzett diplomát az ELTE bölcsészkarán, magyar és esztétika szakon. 2005 és 2008 között az ELTE PhD-hallgatója volt a „Nyugat és kora” programon, ahol az Ady Endrét övező irodalmi kultusz történetének kutatásával foglalkozott. 2005 óta tart retorika szemináriumokat és előadásokat az ELTE-n. 2007-2008-ban más kritikusok és szerkesztők társaságában részt vett a József Attila Kör által hagyományosan megrendezett havi kritikai beszélgetéssorozaton a Petőfi Irodalmi Múzeumban, amely abban az évben a Pulzus címet viselte – a tíz beszélgetés könyv alakban is megjelent (Pulzus – Hányat ver a magyar irodalom szíve?, 2003, Bíbor Kiadó).

## Ezeket kidobtam
Első regénye, az Ezeket kidobtam középpontjában a középiskolai élmények, a kamaszkori szerelmek és a személyiség töredezettségének kérdései állnak, 2003-ban jelent meg. A regényen Kurt Vonnegut hatása érződik. A könyvért 2004-ben Petőfi-díjat kapott, és – szintén abban az évben – ő volt a magyar résztvevő a Budapesti Könyvfesztivál keretében megrendezett Európai Elsőkönyvesek Fesztiválján, valamint a németországi Kielben tartott Elsőregényesek Fesztiválján.

## Nehéz kutya
Második regényén, amely végül a Nehéz kutya címet kapta, 2002 és 2008 között dolgozott, 2009-ben jelent meg. A mű eredeti címe: Mindentől függetlenül. A könyv főhőse különös karriert fut be egy elképzelt Magyarországon a 21. század elején, ahol a politikai megosztottság abszurd mértéket ölt. Bonyolult szerkezetében E/3. és E/1. fejezetek, valamint levélrészletek váltakoznak. A könyv sok jelöletlen idézetet tartalmaz (más könyvek mellett) Móricz Zsigmond Rokonok című regényéből, s így az abban ábrázolt karriertörténet 21. századi újraírásának is tekinthető.

## Túl a Maszat-hegyen
Varró Dániel 2003-as meseregénye, a Túl a Maszat-hegyen Teslár Ákosnak van ajánlva. Az Ajánlás arra utal, hogy a könyv történetét Teslár találta ki: „Állt volna rajta, trécselőcske / Regényem nem szól semmiről se, / Ám – mitől elmém ódzkodik – / Kifundáltál egy jó sztorit.”  A meseregényből készült bábszínházi változat dalaihoz Presser Gábor írt zenét. A Vígszínház felkérésére készített élőszereplős változat szövegkönyvét Varró Teslárral közösen készítette el, közösen írták a történetet és a párbeszédeket. Ez a változat felhasznált néhány jelenetet a bábszínházi változatból, és a dalok többségét is megőrizte. A darabot 2010. decemberében mutatta be a Pesti Színház.

## Művei
- Ezeket kidobtam; Ab Ovo, Bp., 2003
- Nehéz kutya. Mindentől függetlenül; Ulpius-ház, Bp., 2009

## Külső hivatkozások
- Kritika az Ezeket kidobtamról[halott link]
- Kritika a Nehéz kutyáról[halott link]
- Ulpius Ház
- Túl a Maszat-hegyen a Pesti Színházban Archiválva 2011. január 25-i dátummal a Wayback Machine-ben